# Liste der Biografien/Preg
Liste der Biografien |
Portal Biografien |
Personensuche
# |
A |
B |
C |
D |
E |
F |
G |
H |
I |
J |
K |
L |
M |
N |
O |
P |
Q |
R |
S |
T |
U |
V |
W |
X |
Y |
Z |
?
 
Pa |
Pc |
Pe |
Pf |
Ph |
Pi |
Pj |
Pk |
Pl |
Pm |
Pn |
Po |
Pr |
Ps |
Pt |
Pu |
Pv |
Pw |
Py
 
Pra |
Prc |
Pre |
Pri |
Prj |
Prk |
Prl |
Pro |
Prp |
Prs |
Prt |
Pru |
Prv |
Pry |
Prz
 
Prea |
Preb |
Prec |
Pred |
Pree |
Pref |
Preg |
Preh |
Prei |
Prej |
Prek |
Prel |
Prem |
Pren |
Preo |
Prep |
Prer |
Pres |
Pret |
Preu |
Prev |
Prew |
Prex |
Prey |
Prez
Die Liste der Biografien führt alle Personen auf, die in der deutschsprachigen Wikipedia einen Artikel haben. Dieses ist eine Teilliste mit 38 Einträgen von Personen, deren Namen mit den Buchstaben „Preg“ beginnt.

## Preg

### Prega
- Pregadio, Fabrizio (* 1957), italienischer Sinologe
- Pregadio, Roberto (1928–2010), italienischer Filmkomponist, Musiker und Dirigent
- Pregant, Johann, österreichischer Beamter der Österreichischen Bundesbahnen
- Prégardien, Christoph (* 1956), deutscher Opernsänger (Lyrischer Tenor)
- Prégardien, Julian (* 1984), deutscher Sänger (lyrischer Tenor)Julian Prégardien (* 1984)

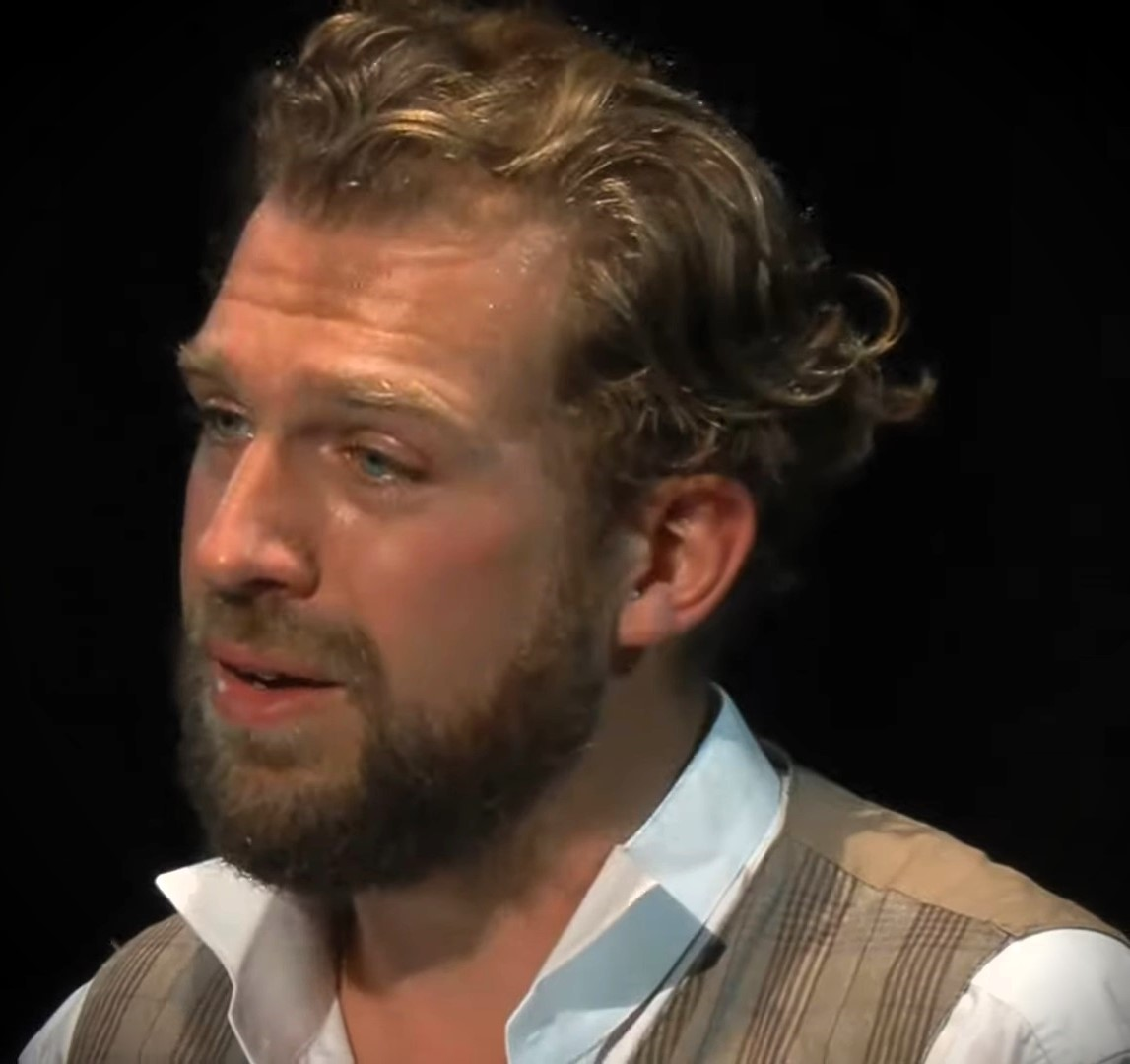
Julian Prégardien (* 1984)

- Prégardier, Elisabeth (* 1934), deutsche Publizistin und katholische Verbandsfunktionärin
- Pregartbauer, Lois (1899–1971), österreichischer Maler und Grafiker

### Prege
- Pregel, Helmut (* 1932), deutscher Ingenieur und Mitglied der Volkskammer der DDR
- Pregel, Thomas (* 1977), deutscher Schriftsteller und Lektor
- Pregelj, Ivan (1893–1960), slowenischer Schriftsteller
- Pregelj, Sebastijan (* 1970), slowenischer Schriftsteller
- Preger, Kurt (1907–1960), österreichischer Opernsänger (Tenor, Bariton)
- Preger, Theodor (1866–1911), deutscher Byzantinist und Gymnasiallehrer
- Preger, Wilhelm (1827–1896), deutscher evangelischer Theologe, Lehrer und königlicher Oberkonsistorialrat
- Pregernig, Michael (* 1968), österreichischer Sozialwissenschaftler
- Pregesbauer, Johann (* 1958), österreichischer Fußballspieler

### Pregi
- Pregi, Marcella (1866–1958), Schweizer Sopransängerin und Gesangslehrerin
- Pregill, Gregory (* 1946), US-amerikanischer Herpetologe
- Pregizer, Christian Gottlob (1751–1824), deutscher Theologe
- Pregizer, Johann Ulrich (1577–1656), deutscher Theologe und Hochschullehrer
- Pregizer, Johann Ulrich (1611–1672), deutscher Theologe
- Pregizer, Johann Ulrich (1647–1708), deutscher Jurist und Historiker
- Pregizer, Johann Ulrich IV. (1673–1730), deutscher Theologe und Historiker
- Pregizer, Karl (1872–1956), deutscher Architekt und kommunaler Baubeamter

### Pregl
- Pregl, Friedrich (1895–1935), österreichischer Angestellter und Politiker
- Pregl, Fritz (1869–1930), österreichischer ChemikerFritz Pregl (1869–1930)

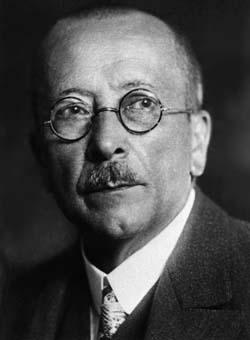
Fritz Pregl (1869–1930)

- Pregl, Karl (* 1944), österreichischer Eishockeytorwart
- Pregl, Slavko (* 1945), slowenischer Schriftsteller, Verleger und Redakteur
- Pregla, Reinhold (* 1938), deutscher Elektroingenieur
- Preglau, Max (* 1951), österreichischer Soziologe
- Preglau-Hämmerle, Susanne (* 1955), österreichische Publizistin
- Pregler, Max (* 1994), deutscher Handballspieler und -trainer
- Pregler, Ole (* 2002), deutscher Handballspieler
- Pregler, Wolfgang (* 1956), deutscher Schauspieler
- Pregler-Grundeler, Irene (1868–1945), österreichische Malerin

### Prego
- Prego Casal, Fernando Ramon (1927–1999), kubanischer Geistlicher und römisch-katholischer Bischof von Santa Clara
- Prego Gadea, Omar (1927–2014), uruguayischer Schriftsteller, Journalist und Essayist

### Pregu
- Preguinho (1905–1979), brasilianischer Fußballspieler